# Ribeira das Mancilhas
A Ribeira das Mancilhas é um curso de água português localizado no concelho das Lajes do Pico, ilha do Pico, arquipélago dos Açores.
Este curso de água tem origem a cerca de 700 metros de altitude. A sua bacia hidrográfica recebe as águas de escorrência da encosta de parte da Caldeira de Santa Bárbara e da elevação denominada Terra Chã.
O seu curso de água que desagua no Oceano Atlântico, fá-lo na costa entre a Ponta dos Biscoitos e a Ponta do Arrife.